# Bahnhof Dietzenbach-Mitte
Der Bahnhof Dietzenbach Mitte ist ein Durchgangsbahnhof in der hessischen Stadt Dietzenbach. Er dient ausschließlich dem S-Bahn-Verkehr.

## Geschichte

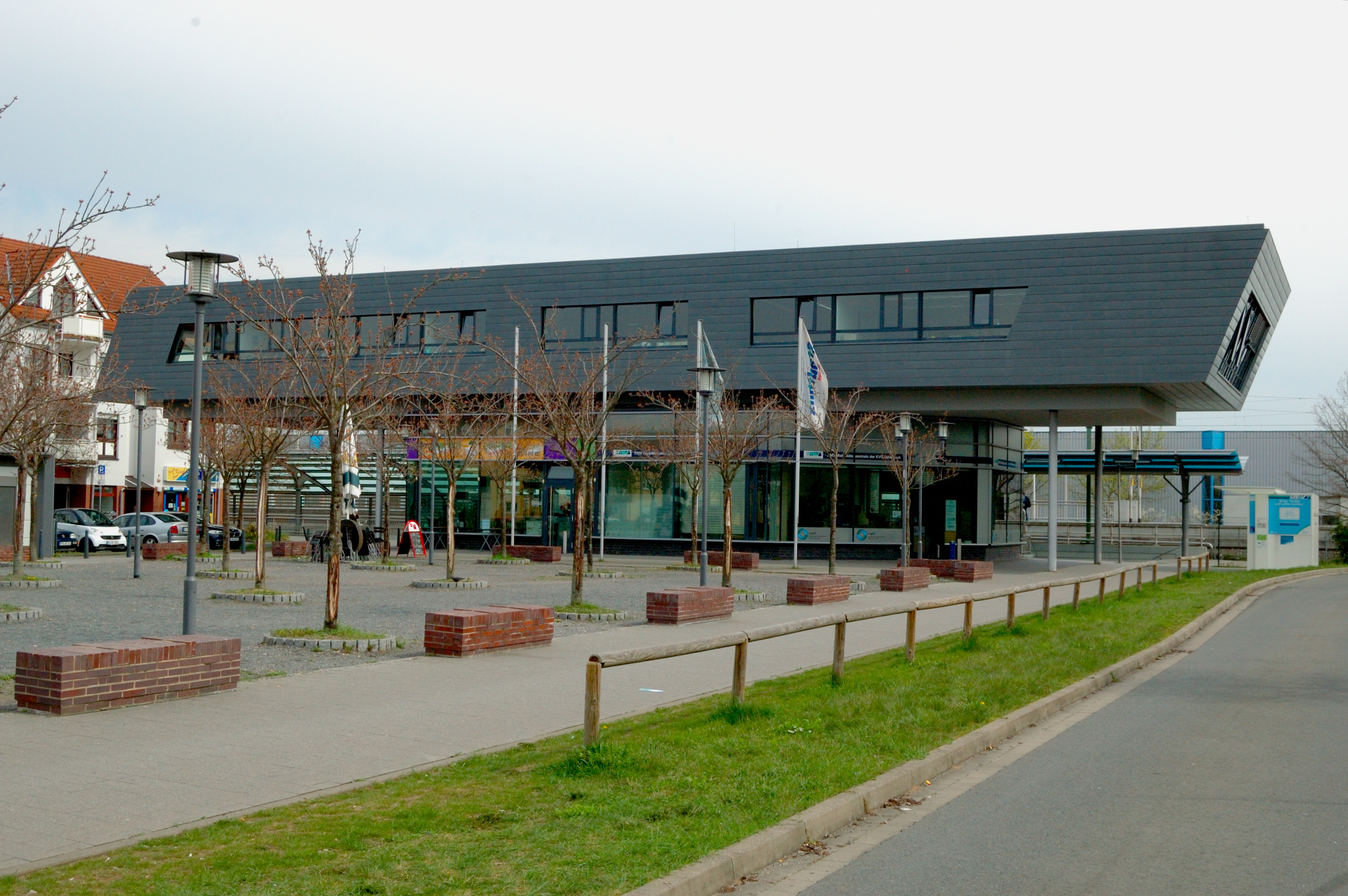
Bahnhofsvorplatz

Der Bahnhof Dietzenbach Mitte wurde am 14. Dezember 2003 als ein Bahnhof im Zuge des Umbaus der Bahnstrecke Offenbach-Bieber–Dietzenbach auf S-Bahn-Betrieb eröffnet – einer Zweigstrecke, die in Offenbach-Bieber von der Rodgaubahn abzweigt. Auf der Bahnstrecke Offenbach-Bieber–Dietzenbach verkehrt seit 2003 die S-Bahn-Linie S2 der S-Bahn Rhein-Main bis nach Dietzenbach Bahnhof.
Am 1. Dezember 1898 wurde die Bahnstrecke Offenbach-Bieber–Dietzenbach als Zweigstrecke der Rodgaubahn eröffnet. Auf dieser Strecke verkehrten die Züge zwischen dem Bahnhof Dietzenbach (Hess) und dem Offenbacher Hauptbahnhof. Zum 18. Juni 1982 wurde der Personenverkehr auf der Strecke (vorläufig) eingestellt, da die Auslastung der Züge durch den zunehmenden Autoverkehr stark abnahm. Die Strecke wurde danach nur noch geringfügig im Güterverkehr genutzt und die Züge wurden durch Busverkehr ersetzt. Zum Fahrplanwechsel 2003/2004 am 14. Dezember 2003 wurde der S-Bahn-Betrieb aufgenommen und die Strecke Teil der S-Bahn-Linie S2 (Niedernhausen–Dietzenbach) der S-Bahn Rhein-Main.
Im Zuge des Ausbaus zur S-Bahn entstand der Bahnhof neu an der vorhandenen Strecke. Der Bahnhof ist vor allem für Pendler aus dem Landkreis Offenbach beliebt, da er nahe der Kreisverwaltung des Landkreises und an einem größeren Busumsteigeknoten liegt. Das so genannte „Rathaus-Center“ befindet sich etwa 500 Meter vom Bahnhof entfernt.

## Trivia
Auf der Bahnstrecke Offenbach-Bieber–Dietzenbach verkehrten anlässlich des Hessentages im Jahr 2001 Sonderzüge zwischen Dietzenbach und dem Offenbacher Hauptbahnhof. Dazu wurde an der heutigen Stelle des Bahnhofs Dietzenbach Mitte ein Behelfsbahnsteig gebaut. Der Pendelverkehr wurde außerdem als Pilotprojekt im Vorlaufbetrieb zur S-Bahn angesehen.

## Infrastruktur
Der Bahnhof verfügt über zwei Gleise an einem Mittelbahnsteig. Die Strecke nach Dietzenbach Bahnhof sowie in Richtung Offenbach verläuft in beide Richtungen ebenerdig. Am südlichen Bahnsteigende verläuft die Strecke zunächst noch über eine Brücke, bevor sich die Gleise dann vereinen. Vom nördlichen Bahnsteigende verläuft die Strecke zweigleisig weiter zum Bahnhof Dietzenbach-Steinberg.

## Betrieb

### Schienenverkehr
Der Bahnhof dient heute ausschließlich den S-Bahnen der Linie S2. Diese fahren nach Niedernhausen über Heusenstamm, Offenbach, Frankfurt und Hofheim. In der Gegenrichtung verkehrt die S2 eine Station weiter nach Dietzenbach Bahnhof.
Die S2 verkehrt in einem Grundtakt von 30 Minuten. Zur Hauptverkehrszeit wird dieser Grundtakt auf einen 15-Minuten-Takt verdichtet.
| Linie | Verlauf | Takt                    |
| ----- | --- | ----------------------- |
| S2    | Niedernhausen (Taunus) – Niederjosbach – Bremthal – Eppstein – Lorsbach – Hofheim (Taunus) – Kriftel – Frankfurt-Zeilsheim – Frankfurt-Höchst Farbwerke – Frankfurt-Höchst – Frankfurt-Nied – Frankfurt-Griesheim – Frankfurt (Main) Hbf tief – Frankfurt (Main) Taunusanlage – Frankfurt (Main) Hauptwache – Frankfurt (Main) Konstablerwache – Frankfurt (Main) Ostendstraße – Frankfurt (Main) Mühlberg – Offenbach-Kaiserlei – Offenbach Ledermuseum – Offenbach Marktplatz – Offenbach (Main) Ost – Offenbach-Bieber – Heusenstamm – Dietzenbach-Steinberg – Dietzenbach Mitte – Dietzenbach Bhf | 30 min 15 min (zur HVZ) |

### Busverkehr

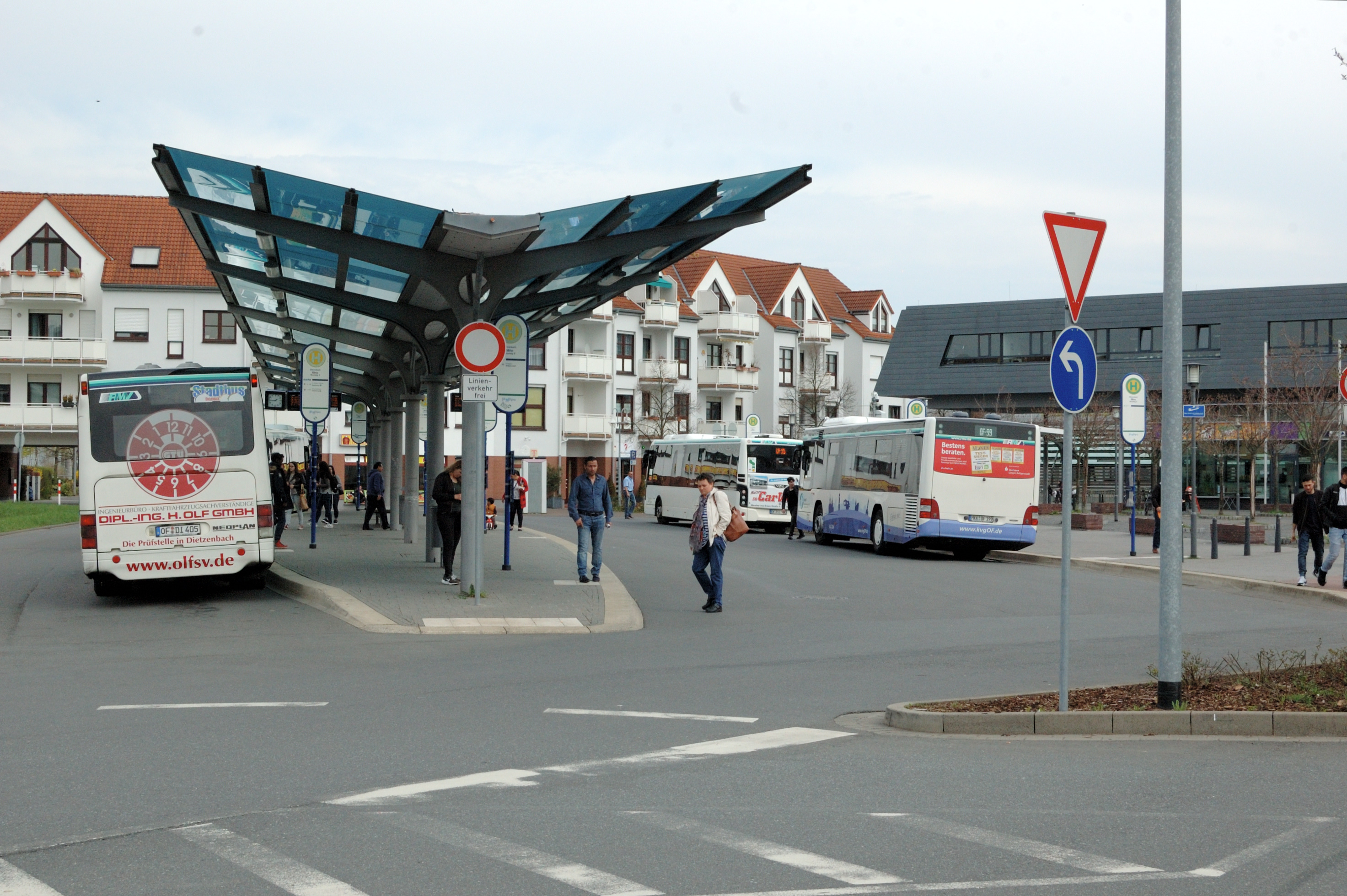
Busbahnhof

Am Bahnhof Dietzenbach Mitte befindet sich ein Busbahnhof, welcher einen wichtigen Busumsteigeknoten im Landkreis Offenbach darstellt. Von hier aus verkehren die beiden Dietzenbacher Stadtbuslinien OF-56 und OF-57 sowie die beiden Regionalbuslinien OF-95 und OF-99. Diese verbinden den Bahnhof Dietzenbach Mitte mit den umliegenden Städten und Gemeinden.